# Карсыбаев, Шакир Карсыбаевич
Шакир Карсыбаевич Карсыбаев (каз. Шәкір Қарсыбайұлы Қарсыбаев; 1 июля 1913, а. Сейтень, Акмолинская область, Российская империя — 5 мая 1995, Алма-Ата, Казахстан) — советский партийный и государственный деятель, председатель Верховного Совета Казахской ССР (1955—1959).

## Биография
Член ВКП(б) с 1939 г.
В 1933 г. окончил Петропавловский педагогический техникум, в 1948 г. — Высшую партийную школу при ЦК ВКП(б), в 1958 г. — Курсы переподготовки при ЦК КПСС.
- 1933—1935 гг. — преподаватель учебного комбината треста «Каззолото»,
- 1935—1936 гг. — секретарь исполнительного комитета Энбекшильдерского районного Совета (Карагандинская область),
- 1936—1937 гг. — в РККА,
- 1937—1939 гг. — секретарь, заместитель председателя Исполнительного комитета Энбекшильдерского районного Совета (Северо-Казахстанская область),
- 1939—1940 гг. — секретарь исполнительного комитета Северо-Казахстанского областного Совета,
- 1940—1941 гг. — заместитель заведующего отделом кадров Северо-Казахстанского областного комитета КП(б) Казахстана,
- 1941—1944 гг. — первый заместитель председателя исполнительного комитета Северо-Казахстанского областного Совета,
- 1944 г. — секретарь Северо-Казахстанского областного комитета КП(б) Казахстана,
- 1944—1945 гг. — второй секретарь секретарь Кокчетавского областного комитета КП(б) Казахстана,
- 1948—1951 гг. — второй секретарь Восточно-Казахстанского областного комитета КП(б) Казахстана,
- 1951—1956 гг. — первый секретарь Талды-Курганского областного комитета КП(б) — КП Казахстана,
- 1955—1959 гг. — председатель Верховного Совета Казахской ССР,
- 1958—1959 гг. — первый секретарь Актюбинского областного комитета КП Казахстана,
- 1959—1962 гг. — секретарь исполнительного комитета Актюбинского областного Совета, заведующий Курсами по переподготовке кадров Актюбинского областного комитета КП Казахстана.

С 1962 г. на пенсии.
Избирался депутатом Верховного Совета Казахской ССР III, IV, V созывов.

## Награды и звания
Награждён орденом Трудового Красного Знамени, медалями: «За доблестный труд в Великой Отечественной войне 1941—1945 гг.», «Тридцать лет Победы в Великой Отечественной войне 1941—1945 гг.», «Большой золотой медалью» Всесоюзной сельскохозяйственной выставки", «Ветеран труда», «За доблестный труд в ознаменование 100-летия со дня рождения В. И. Ленина» и Почетной Грамотой Верховного Совета республики